# Acrosathe tashimai
Acrosathe tashimai är en tvåvingeart som beskrevs av Akira Nagatomi och Lyneborg 1988. Acrosathe tashimai ingår i släktet Acrosathe och familjen stilettflugor. Inga underarter finns listade i Catalogue of Life.